# Yvonne Larsson
Denna artikel handlar om målaren Yvonne Larsson, född 1958. För målaren och skulptören Yvonne T. Larsson, född 1952, se Yvonne T. Larsson
Yvonne Larsson, född 1958 i Karlskrona, är en svensk konstnär. Hon bor i Grönhem, strax utanför Gyllebo, Österlen.
Larsson studerade vid Kristianstad Konstskola 1979–1981 och Malmö Konstskola Forum 1983–1988. Delar av hennes konst är inspirerad av fotografi.
Hon finns representerad bland annat på Statens konstråd, Moderna museet, Malmö museum, Trelleborgs museum, Blekinge läns museum, Kristianstads läns museum, Tomelilla Konstsamling, Folkets Hus Riksorganisation och Norrköpings konstmuseum.